# Mylothris ochrea
Mylothris ochrea är en fjärilsart som beskrevs av Berger 1981. Mylothris ochrea ingår i släktet Mylothris och familjen vitfjärilar. Inga underarter finns listade i Catalogue of Life.